# Honczarów
Honczarów (ukr. Гончарів) – wieś na Ukrainie w rejonie lwowskim (do 2020 roku w rejonie przemyślańskim) obwodu lwowskiego.